# Thomas Kemmerich

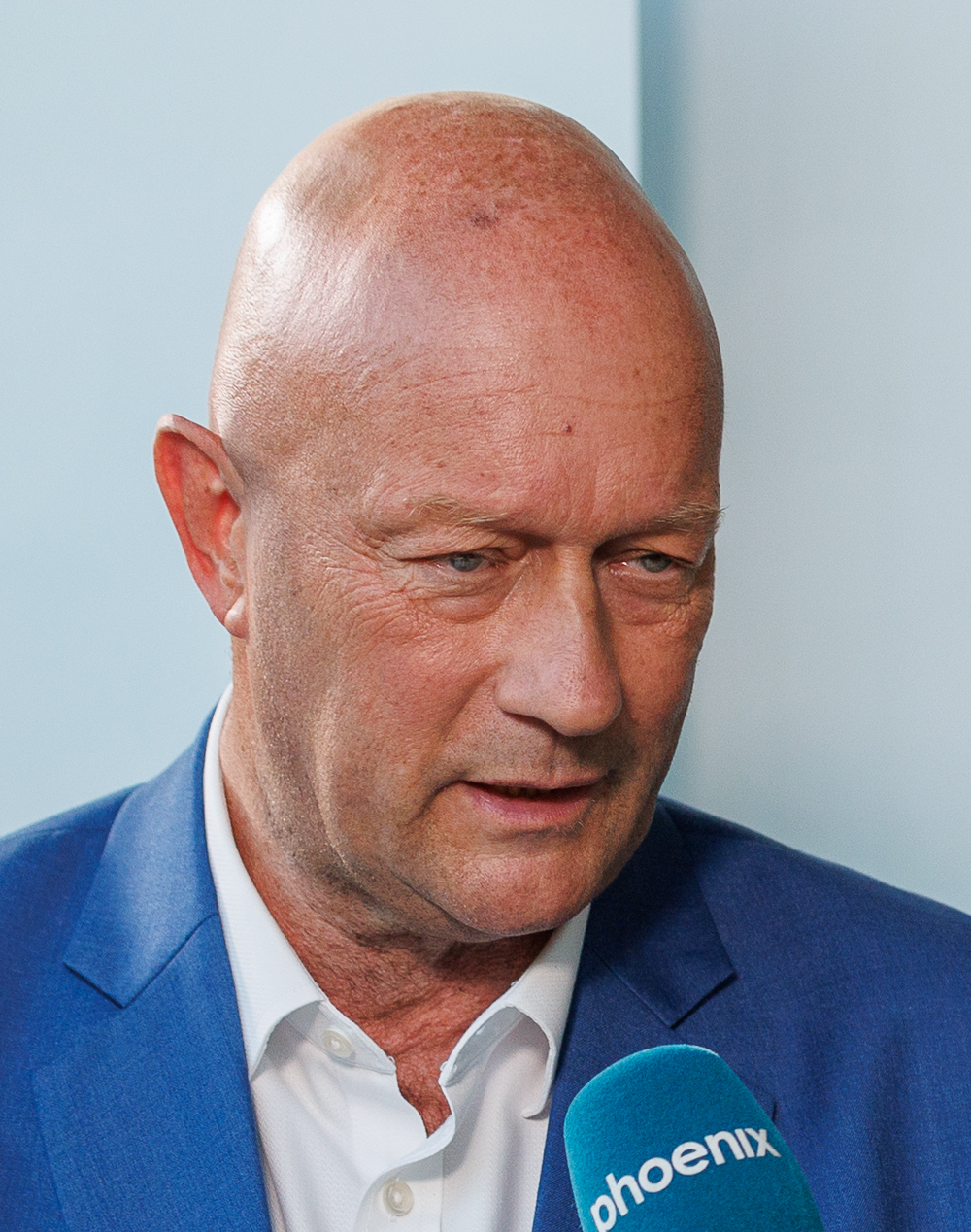
Thomas Kemmerich (2024)

Thomas Karl Leonard Kemmerich (auch Thomas L. Kemmerich; * 20. Februar 1965 in Aachen) ist ein deutscher Politiker (FDP). Er war vom 5. Februar bis zum 4. März 2020 der sechste Ministerpräsident des Freistaates Thüringen.
Seine Wahl zum Ministerpräsidenten mit Stimmen von AfD, CDU und FDP löste die Regierungskrise in Thüringen 2020 aus. Der Vorgang wurde in der Öffentlichkeit als „Tabubruch“ und als erste Kooperation bürgerlicher Parteien mit einer rechtsextremen Partei seit der Weimarer Republik eingeschätzt. Bereits am Folgetag trat Kemmerich für eine vorgezogene Neuwahl des Landtages ein und kündigte seinen Rückzug an. Weitere zwei Tage später trat er offiziell zurück und hatte das Amt bis zur Wahl seines Nachfolgers Bodo Ramelow (Die Linke) noch geschäftsführend inne.
Seit 2015 ist Kemmerich Landesvorsitzender der FDP Thüringen. Er war von 2009 bis 2014 sowie von 2019 bis 2024 Mitglied des Thüringer Landtag und dort ab 2019 Vorsitzender der FDP-Fraktion und solches auch ab der Verkleinerung der FDP-Fraktion zur Gruppe im Jahr 2021. Außerdem war er von 2017 bis 2019 Mitglied des Deutschen Bundestages. Er gilt als Vertreter einer rechts- und nationalliberalen Strömung in der FDP und warnte häufiger vor einem linksliberalen Kurs seiner Partei.

## Ausbildung
Im Jahr 1984 bestand Kemmerich am Pius-Gymnasium in Aachen das Abitur und absolvierte bis 1989 eine Ausbildung im Groß- und Einzelhandel. Parallel studierte er Rechtswissenschaften an der Universität Bonn und schloss das Studium ebenfalls im Jahr 1989 mit dem Ersten Staatsexamen ab.

## Berufliche Karriere
Nach der politischen Wende kam Kemmerich nach Erfurt und machte sich dort im Januar 1990 gemeinsam mit einem Studienfreund als Unternehmensberater selbstständig. Er beriet landwirtschaftliche Betriebe und Unternehmen aus dem Handwerk.
Ab 1991 wandelte Kemmerich den Dienstleistungskombinats-Betriebsteil „Friseur & Kosmetik“ sowie die Produktionsgenossenschaft (PGH) des Friseurhandwerks aus Weimar, Rudolstadt, Auerbach und Sömmerda zur Friseur Masson GmbH um. 2000 wurde das Unternehmen in die Friseur Masson AG umgewandelt, deren Vorstandsvorsitzender Kemmerich wurde.
Ab Dezember 2017 war Kemmerich einer von zwei geschäftsführenden Gesellschaftern der Uhrenwerk Weimar GmbH, markenrechtlich hervorgegangen aus dem 1990 aufgelösten VEB Uhrenwerk Weimar.
Die Gesellschaft Uhrenwerk Weimar GmbH wurde am 23. Februar 2024 per Liquidation durch Kemmerich aufgelöst.
Ministerpräsidenten in Thüringen dürfen laut Landesverfassung ohne Zustimmung des Landtags weder der Leitung noch dem Aufsichtsgremium eines auf Erwerb gerichteten Unternehmens angehören. Nach Antritt seines Amtes als Ministerpräsident legte Kemmerich darum, laut Angaben des Sprechers der Thüringer FDP-Fraktion, seinen Posten beim Uhrenwerk Weimar nieder. Allerdings ist er weiterhin, ohne die erforderliche Zustimmung des Landtags, Vorstandsvorsitzender der Friseur Masson AG. Er behält diesen Posten bis zur Wahl eines Nachfolgers durch die Aktionärsversammlung.

## Politik
Die Kommunalwahlen in Thüringen 2006, bei denen in mehreren Thüringer Städten SPD-Bewerber zu Oberbürgermeistern gewählt wurden (unter anderem Andreas Bausewein in Erfurt), nannte Kemmerich später als Auslöser für sein eigenes politisches Engagement. Er gründete einen Thüringer Landesverband der FDP-nahen Vereinigung Liberaler Mittelstand und wurde zunächst dessen Landesvorsitzender; seit November 2011 steht er der Vereinigung als Bundesvorsitzender vor. 2006 trat er in die FDP ein, seit 2007 ist er FDP-Kreisvorsitzender in Thüringens Landeshauptstadt Erfurt. Bei den Kommunalwahlen in Thüringen 2009 führte er die Partei zurück in den Erfurter Stadtrat und wurde dort ihr Fraktionsvorsitzender.
Bei der Landtagswahl 2009 zog er über Platz 3 der FDP-Landesliste auch in den Landtag ein und begleitete dort als wirtschaftspolitischer Sprecher das Ressort „Wirtschaft, Arbeit, Technologie“. Bei der Oberbürgermeisterwahl in Erfurt am 22. April 2012 erhielt Kemmerich als FDP-Kandidat mit 2,6 % der Stimmen die wenigsten Stimmen aller sieben Angetretenen.
Bei der Landtagswahl in Thüringen 2014 schied die FDP wieder aus dem Landtag aus, wodurch auch Kemmerich, auf Platz 4 der Landesliste, sein Mandat verlor. Er gehörte weiterhin dem Erfurter Stadtrat an und war dort Mitglied einer gemeinsamen Fraktion von FDP, Freien Wählern und Piraten. Im 2019 neu gewählten Stadtrat ist er Vorsitzender der dreiköpfigen FDP-Fraktion. Am 11. Juni 2020 wurde bekannt, dass Kemmerich durch eine Gerichtsentscheidung sein Mandat verliert. Er kündigte an, in Berufung zu gehen. Bei N-tv hieß es: „Die zuständige Kammer des Verwaltungsgerichts Weimar habe sich nicht davon überzeugen können, dass Kemmerich ‚seinen Aufenthaltsschwerpunkt‘ zum Zeitpunkt der Wahl in Erfurt gehabt habe, sagte die Präsidentin des Verwaltungsgerichts, Elke Heßelmann, in Weimar. Damit gelte der Wohnort der Familie als Hauptwohnsitz Kemmerichs – das ist seit 2009 Weimar. Als Stadtrat in einer Stadt kann aber nur kandidieren, wer dort seinen Hauptwohnsitz hat.“ Durch ein Urteil des Verwaltungsgerichts Weimar, welches im August 2021 durch das Thüringer Oberverwaltungsgericht bestätigt wurde, verlor Kemmerich jedoch endgültig sein Stadtratsmandat, da er mit seinem Hauptwohnsitz in Weimar nicht wählbar für den Erfurter Stadtrat war.
Nach dem Rücktritt von Franka Hitzing als FDP-Landesvorsitzende wurde Kemmerich am 29. November 2015 auf einem Sonderparteitag in Stadtroda mit 85 von 143 gültigen Stimmen (59 Prozent) zu ihrem Nachfolger gewählt.

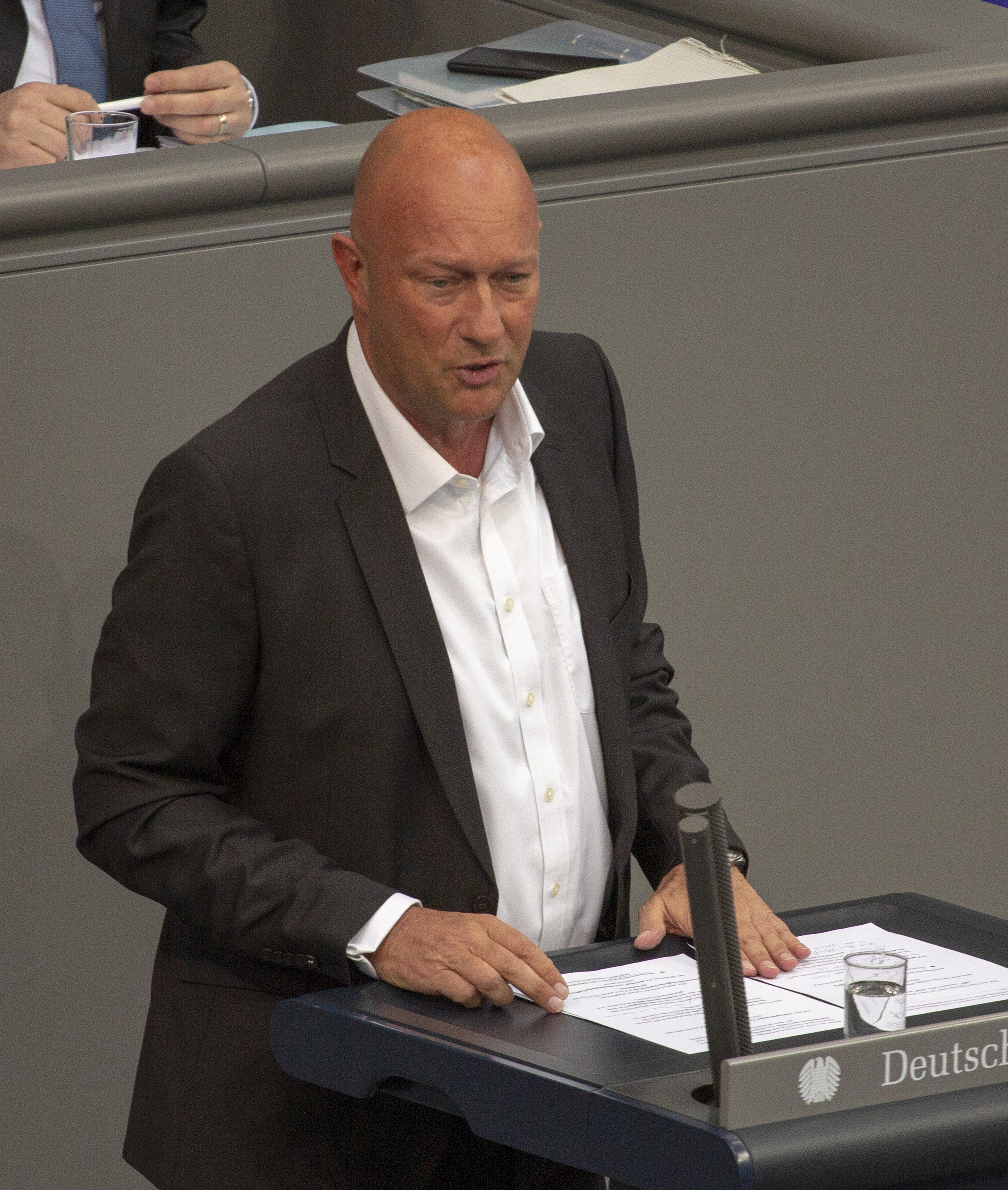
Thomas Kemmerich im Deutschen Bundestag am 9. Mai 2019 in Berlin.

Zur Bundestagswahl 2017 trat Kemmerich als FDP-Kandidat im Wahlkreis Erfurt – Weimar – Weimarer Land II und als Spitzenkandidat auf der Landesliste der FDP in Thüringen an und wurde in den 19. Deutschen Bundestag gewählt. Dort war er Mitglied im Ausschuss für Wirtschaft und Energie und im Unterausschuss Regionale Wirtschaftspolitik und ERP-Wirtschaftspläne sowie stellvertretendes Mitglied im Ausschuss für Ernährung und Landwirtschaft.
Im November 2018 wurde er in Weimar zum Spitzenkandidaten der FDP Thüringen für die Landtagswahl 2019 gewählt, bei der erst das endgültige amtliche Endergebnis die sehr knappe Rückkehr der Partei in den Landtag bestätigte: Die FDP erhielt 5,007 % und lag nur 73 Stimmen über der Sperrklausel. Kemmerich wurde von der fünfköpfigen FDP-Fraktion zum Vorsitzenden gewählt. Sein Bundestagsmandat legte Kemmerich am 14. November 2019 nieder, Nachrücker war Reginald Hanke.
Im Dezember 2020 erklärte Kemmerich zunächst den Verzicht auf eine erneute Spitzenkandidatur bei der Wahl zum achten Thüringer Landtag. Im Mai 2021 schied er aus dem Bundesvorstand der FDP aus, nachdem er sein Amt als Beisitzer bereits seit Mai des Vorjahres hatte ruhen lassen (siehe Abschnitt „Kontroversen“).
Im Juni 2021 wurde Kemmerich erneut zum Landesvorsitzenden in Thüringen gewählt.
Im Oktober 2023 wurde er zum Spitzenkandidaten seiner Partei für die Landtagswahl im September 2024 gewählt. Auf Plakaten der im Juni 2024 angelaufenen Wahlkampagne wurde er als „Einer, der die Karre aus dem Dreck zieht“ bezeichnet. Ein anderes Plakat mit der Unterschrift „Zurückgetreten, um Anlauf zu nehmen“ zeigte den Blumenstrauß, den Susanne Hennig-Wellsow ihm anlässlich seiner Wahl zum Ministerpräsidenten 2020 vor die Füße warf. Bei der Landtagswahl verpassten die FDP und somit auch Kemmerich den Wiedereinzug in den Thüringer Landtag. Er hatte dazu neben dem ersten Platz auf der Landesliste als Direktkandidat im Wahlkreis Erfurt II kandidiert, wo er 3,1 % der Stimmen erhielt.
Zur Bundestagswahl 2025 kandidierte Kemmerich erfolglos im Wahlkreis Erfurt – Weimar – Weimarer Land II.
Auf dem FDP-Bundesparteitag 2025 kandidierte Kemmerich erstmals seit seinem Rückzug 2020 für den Bundesvorstand der Partei. Er wurde in zwei Wahlgängen, jeweils ohne Gegenkandidaturen, nicht gewählt.

### Ministerpräsident des Freistaats Thüringen
Bei der Wahl zum Thüringer Ministerpräsidenten am 5. Februar 2020 kandidierte Thomas Kemmerich im dritten Wahlgang für das Amt des Thüringer Ministerpräsidenten. In den zwei vorausgegangenen Wahlgängen hatten weder der geschäftsführende Amtsinhaber Bodo Ramelow (Die Linke) noch Christoph Kindervater (aufgestellt von der AfD) die absolute Mehrheit erreicht.

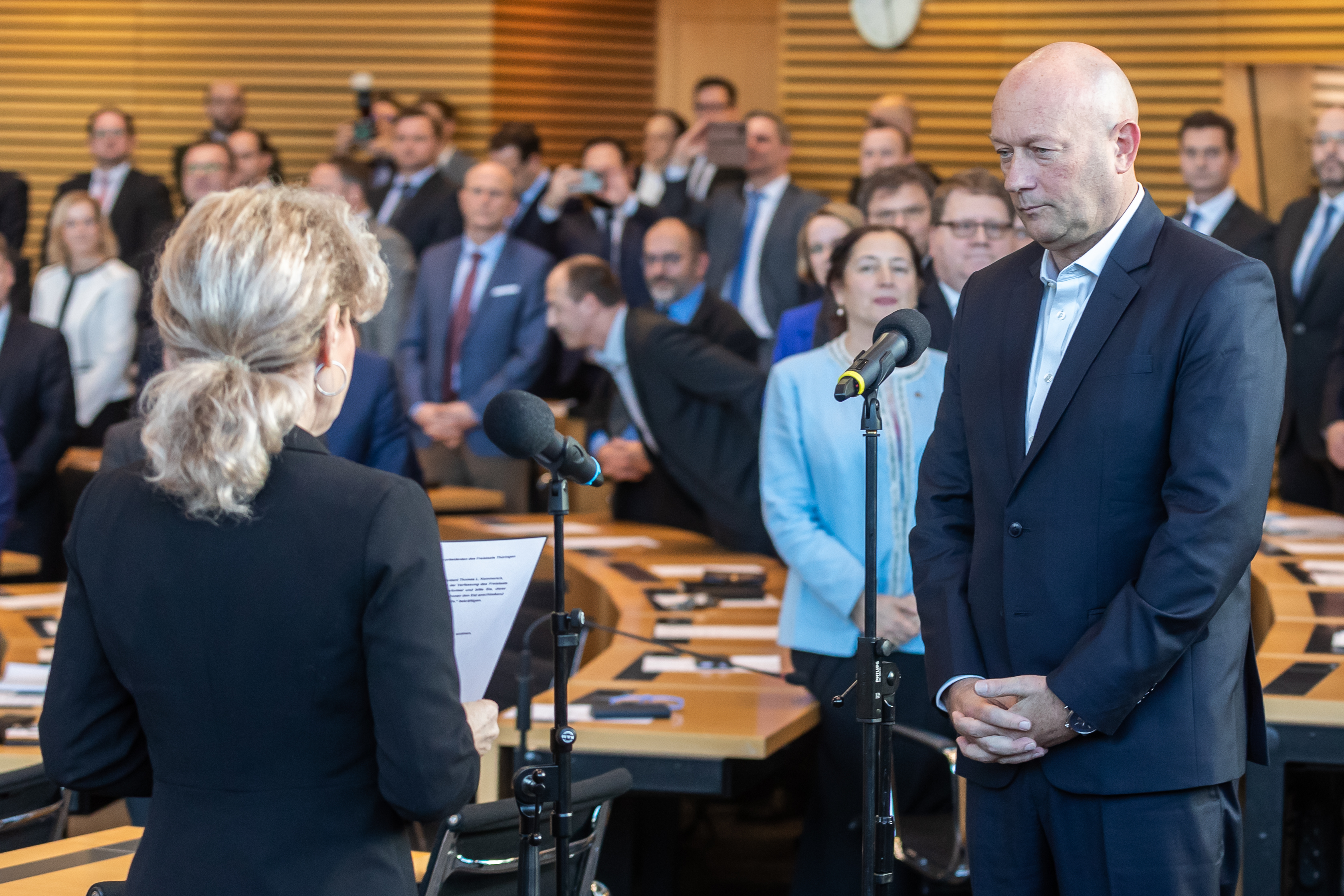
Thomas Kemmerich bei der Vereidigung durch Landtagspräsidentin Birgit Keller am 5. Februar 2020.

Im entscheidenden dritten Wahlgang erhielt Kemmerich in geheimer Wahl mit 45 von 90 Stimmen genau eine Stimme mehr als Bodo Ramelow, nahm die Wahl an und wurde damit zum neuen Thüringer Ministerpräsidenten gewählt und vereidigt. Dies war nur dank der Beteiligung der AfD möglich. Diese hatte die Kandidatur von Kindervater zwar ausdrücklich aufrechterhalten, aber gemeinsam mit den meisten Abgeordneten von FDP und CDU geschlossen für Kemmerich gestimmt und als einzige Fraktion das Wahlergebnis spontan mit Beifall quittiert. Kemmerich wurde somit nach Reinhold Maier der zweite gewählte FDP-Ministerpräsident eines Landes in der Geschichte der Bundesrepublik Deutschland, aber zugleich der erste Ministerpräsident überhaupt, der für seine Wahl und seine Regierung auf Stimmen der AfD angewiesen war. Laut Tagesordnung der Plenarsitzung war danach die Vorstellung seiner Regierung vorgesehen. Stattdessen wandte sich Kemmerich mit einer kurzen Rede an den Landtag und beantragte als Vorsitzender der FDP-Fraktion die Vertagung der Sitzung. Dem wurde mit den Stimmen der AfD, der CDU und der FDP, gegen die Stimmen der Linken, der SPD und der Grünen, bei einer Enthaltung, stattgegeben.

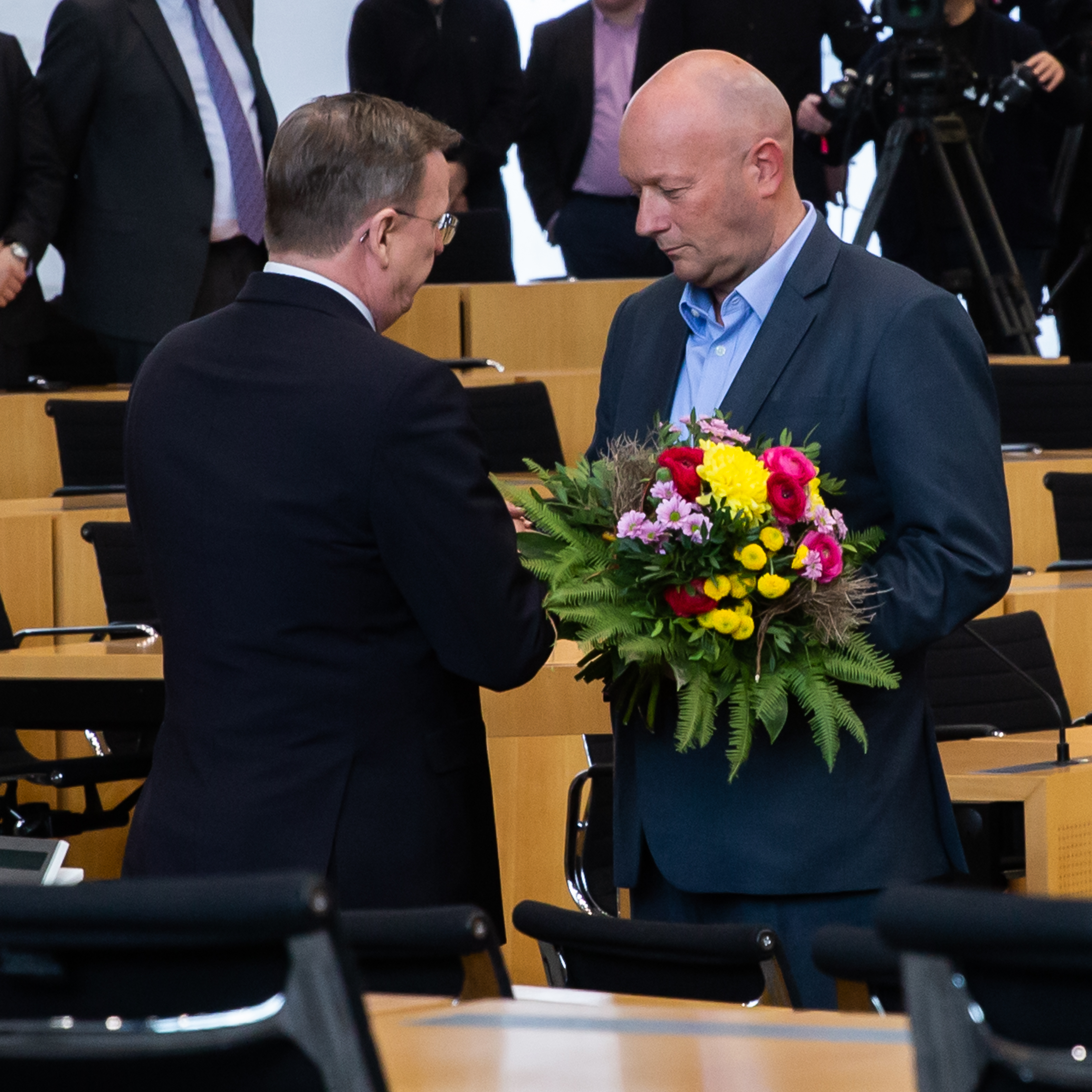
Thomas Kemmerich (r.) gratuliert seinem Vorgänger und Nachfolger Bodo Ramelow (l.) zur Wahl des Ministerpräsidenten am 4. März 2020.

Kemmerichs Annahme der mit den Stimmen der AfD gewonnenen Wahl hatte ein enormes Echo in Gesellschaft, Politik und Medien, führte zu scharfer Kritik über Parteigrenzen hinweg und wurde weithin als politischer „Dammbruch“ betrachtet. Zugleich löste sie eine Regierungskrise in Thüringen aus, worauf Kemmerich am 6. Februar 2020 seinen Rückzug ankündigte und schließlich am 8. Februar 2020 mit sofortiger Wirkung zurücktrat. Er blieb bis zur Wahl eines neuen Ministerpräsidenten geschäftsführend im Amt und bildete, da er keine Minister ernannt hatte, allein die Thüringer Landesregierung. Die Ämter des Vorsitzenden der FDP-Fraktion sowie des Vorsitzenden des Landesverbandes der FDP führte er ebenfalls weiter. Der Landesvorstand seiner Partei hatte Kemmerich am 6. Februar 2020 einstimmig das Vertrauen ausgesprochen. Seine Amtszeit, mit einer Dauer von nur 27 Tagen die kürzeste eines Ministerpräsidenten eines Landes der Bundesrepublik Deutschland, endete am 4. März 2020 mit der Wahl Bodo Ramelows zum Ministerpräsidenten.
Kemmerich kündigte an, auf das ihm zustehende Gehalt als Ministerpräsident und das nach Beendigung der Amtszeit auszuzahlende Übergangsgeld zu verzichten, insgesamt mindestens 93.000 €. Falls dies nicht möglich sei, wolle er alles, was über seine Abgeordnetenbezüge hinausgeht, an Thüringer Organisationen spenden, etwa an die Vereinigung der Opfer des Stalinismus, deren Thüringer Landesverband von einem ehemaligen AfD-Politiker geleitet wird, oder an die Arbeitsgemeinschaft zur Aufarbeitung der SED-Diktatur.
Seit seiner Wahl sieht sich Kemmerich nach Angaben des FDP-Landesvorstands organisiertem „Hass in Form von Drohbriefen und Massenmails“ ausgesetzt. Eine „direkte und unmittelbare Bedrohungslage“ habe dazu geführt, dass neben dem üblichen persönlichen Schutz für den Ministerpräsidenten nun auch sein Wohnhaus und seine Kinder geschützt würden.
Nachdem Kemmerich im Oktober 2020 im Internet verbreitet hatte, dass nicht er mit der Annahme seiner Wahl am 5. Februar 2020, sondern andere Politiker durch die Art des Umgangs damit einen Fehler begangen hätten, distanzierte sich das Präsidium der Bundes-FDP geschlossen von seinen Äußerungen und kündigte an, ihn im nächsten Landtagswahlkampf in keiner Weise zu unterstützen.

### Kontroversen

#### Auftreten bei Corona-Demonstration
Am 9. Mai 2020 war Kemmerich Redner bei einer Demonstration unter dem Motto „Corona-Exit mit Maß und Mitte“ in Gera, an der auch Rechtsradikale teilnahmen. Dabei trug Kemmerich weder Mundschutz noch hielt er die Abstandsregelungen ein. Angemeldet wurde diese Demo von Peter Schmidt, der im Vorstand des Thüringer Landesverbandes des CDU-nahen Verbandes Wirtschaftsrat der CDU sitzt und Kemmerich in seiner Rede als „für mich […] einziger aktuell legitimer Ministerpräsident“ ankündigte, ohne dass Kemmerich widersprach.
Die in vielen Orten in ähnlicher Weise veranstalteten Proteste gegen Coronaschutzmaßnahmen 2020 wurden auch von Anhängern der AfD, von Verschwörungsideologen und Reichsbürgern besucht. Bei der Demonstration wurden die geltenden Abstandsregeln häufig nicht beachtet; auf der Demonstration wurde zudem ein den Holocaust relativierendes Plakat mit einem Davidstern gezeigt, auch der AfD-Bundestagsabgeordnete Stephan Brandner nahm teil. Sowohl Mitglieder von Kemmerichs eigener Partei als auch weitere politische Stimmen zeigten sich irritiert und distanzierten sich von seinem Verhalten. Ria Schröder, Vorsitzende der Jungen Liberalen, erklärte, ohne Kemmerich namentlich zu nennen, „wer bewusst Hygienemaßnahmen missachtet und sich mit Rechtsextremen einreiht, der ist nicht Mitte, sondern gefährdet uns alle und untergräbt die konstruktive Arbeit“. FDP-Bundesvorstandsmitglied Marie-Agnes Strack-Zimmermann forderte ihn auf, aus der FDP auszutreten, und begründete dies damit, dass er „offenbar nicht nur physisch die Nähe zur AfD und Verschwörungstheoretikern [suche], sondern […] offensichtlich auch deren Demokratie zersetzenden Kurs“ teile. Der amtierende Ministerpräsident Thüringens, Bodo Ramelow, kritisierte ihn ebenfalls. Eine klare Abgrenzung zu Antisemitismus oder Rechtsextremismus habe es nicht gegeben und Kemmerich unterstütze diese mit seiner Teilnahme ausdrücklich.
Nachdem er den Auftritt zunächst wiederholt verteidigt hatte, sagte Kemmerich in einer Videopressekonferenz, die Demonstration habe eine Dynamik entwickelt, die er „so nicht gesehen“ habe. Es sei ihm nicht klar gewesen, dass sich auch Verschwörungstheoretiker und AfD-Politiker daruntermischen würden. Ihm sei es darum gegangen, auf Sorgen von Bürgern zu reagieren; zur AfD habe er keinerlei Nähe. Kemmerich bedauerte, dass der Eindruck entstanden sei, er würde sich nicht an Maskenpflicht oder Abstandsregeln halten, und entschuldigte sich dafür. Marco Buschmann, Erster Parlamentarischer Geschäftsführer der Fraktion der Freien Demokraten, gab am 13. Mai 2020 nach einer Sondersitzung bekannt, dass Kemmerich sein Amt im FDP-Bundesvorstand ruhen lässt.

#### Gerichtsverfahren um das Erfurter Stadtratsmandat
Kemmerich lebt in Erfurt und Weimar. Nach seiner Wahl in den Erfurter Stadtrat 2009 bestritten die Stadt Erfurt und das Thüringer Landesverwaltungsamt seine Wählbarkeit, da seine Familie ihren Hauptwohnsitz in Weimar habe. Kemmerich klagte gegen diese Entscheidung vor dem Verwaltungsgericht Weimar, das ihm 2012 Erfurt als Hauptwohnsitz anerkannte.
Auch bei der Kommunalwahl 2019 trat Kemmerich in Erfurt an und errang dort ein Mandat im Stadtrat. Auch hiergegen wurde geklagt. Im Juni urteilte das Verwaltungsgericht Weimar, dass Kemmerich das Mandat in Erfurt zu Unrecht erlangt habe, da er nicht wählbar gewesen sei, und es daher zurückgeben müsse. Er habe nicht nachweisen können, dass sein „Aufenthaltsschwerpunkt“ in Erfurt liege, weshalb der Wohnort Weimar als Hauptwohnsitz gelte. Die Staatsanwaltschaft Erfurt nahm daraufhin Prüfungen wegen möglicher Fälschung von Wahlunterlagen auf. Kemmerich legte zunächst Berufung ein, so dass er weiterhin Stadtrat von Erfurt war. Die Entscheidung des Verwaltungsgerichts wurde aber am 6. August 2021 vom Thüringer Oberverwaltungsgericht bestätigt. Kemmerich stellte wegen dieser Entscheidung am 6. September 2021 einen Antrag beim Thüringer Verfassungsgerichtshof. Diese Verfassungsbeschwerde wurde später nach einer anfänglichen Erörterung jedoch zurückgenommen, stattdessen will sich Kemmerich auf anderen Wegen dafür einsetzen, dass eine solche Kandidatur möglich ist, z. B. im Landtag.

## Privates
Kemmerich ist römisch-katholisch und seit 1995 mit einer aus Erfurt stammenden Bankmitarbeiterin verheiratet. Sie haben drei Söhne und drei Töchter. Zudem hat Kemmerich ein Kind aus einer früheren Beziehung.
Kemmerich ist stellvertretender Vorstand im thüringischen Landesverband des Verbands kinderreicher Familien und gehört seit 2011 dem Vorstand des Liberalen Mittelstands an.